# Anastrepha canalis
Anastrepha canalis är en tvåvingeart som beskrevs av Stone 1942. Anastrepha canalis ingår i släktet Anastrepha och familjen borrflugor. Inga underarter finns listade i Catalogue of Life.